# フランシス・スペンサー (初代チャーチル男爵)

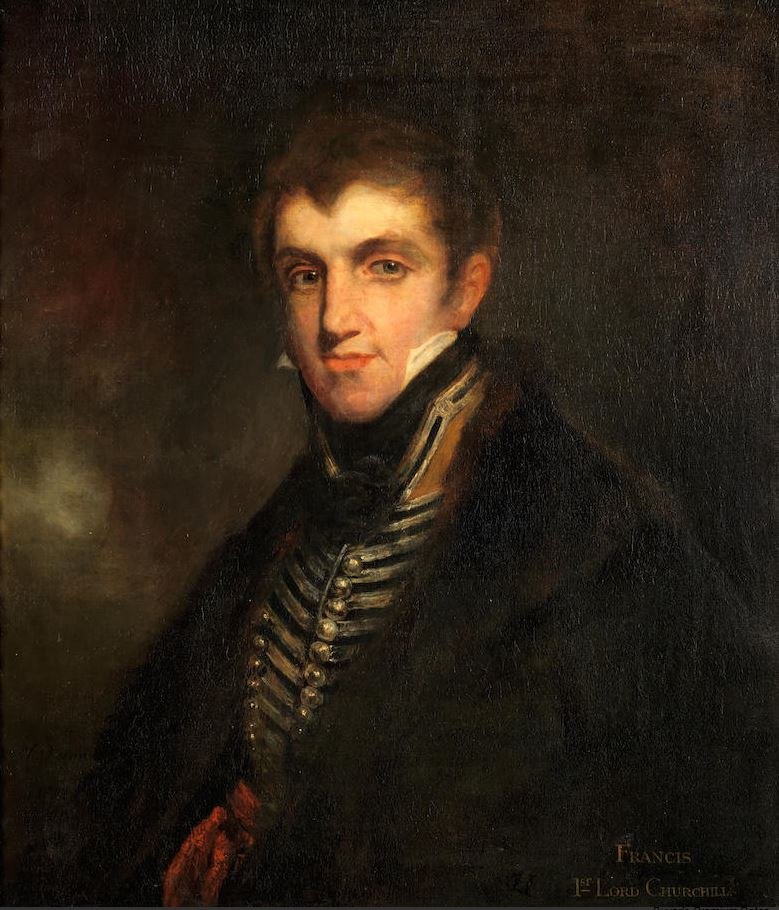
フランシス・スペンサーの肖像画

初代チャーチル男爵フランシス・アルメリック・スペンサー（英語: Francis Almeric Spencer, 1st Baron Churchill FRS、1779年12月26日 – 1845年3月10日）は、イギリスの貴族、政治家。スペンサー家出身。

## 生涯
1779年12月26日、第4代マールバラ公爵ジョージ・スペンサーとキャロライン・ラッセルの息子として、1779年12月26日に生まれた。1797年2月20日にオックスフォード大学クライスト・チャーチに入学、1803年6月15日にD.C.L.の学位を修得した。
1801年よりオックスフォードシャー選挙区の庶民院議員を務めた。彼は父に従ってアディントン内閣と第2次小ピット内閣を支持、1806年1月21日に処女演説をしたが、以降演説をすることはなかった。第4代マールバラ公爵は1812年よりフランシスの叙爵を求めたが、1815年に成功し、フランシスは連合王国貴族のウィッチウッドのチャーチル男爵に叙された。
1818年12月10日、王立協会フェローに選出された。
1845年3月10日に死去、長男フランシスが爵位を継承した。

## 人物
兄ジョージが放蕩でもう1人の兄ヘンリーが早世したため、第4代マールバラ公爵最愛の息子だった。

## 家族
1800年11月25日、第3代グラフトン公爵オーガスタス・フィッツロイの娘フランシス（1866年1月7日没）と結婚した。2人は8男4女をもうけた。
- フランシス（1802年 – 1886年） -第２代チャーチル男爵
- ジョージ・オーガスタス（1804年2月6日 – 1877年1月18日） - 1834年に結婚、子供あり
- オーガスタス（1807年3月25日 – 1893年8月28日） - 軍人
- ウィリアム・ヘンリー（1810年4月12日 – 1900年8月21日） - 3度結婚しており、1度目の結婚で子供をもうけた
- ロバート・チャールズ・ヘンリー（1817年6月10日 – 1881年6月17日） - 1845年に結婚、子供あり
- チャールズ・フレデリック・オクタヴィアス（1824年9月9日 – 1895年8月12日） - 1847年に結婚、子供あり
- キャロライン・エリザベス（1864年12月17日没） - 1830年6月22日、第3代クロンブロック男爵ロバート・ディロンと結婚、子供あり